# レッド・デッド・リデンプション
『レッド・デッド・リデンプション』（英：RED DEAD REDEMPTION）は、アメリカ合衆国のニューヨークにあるロックスター・ゲームスより2010年に全世界で発売されたゲームソフト。20世紀初頭、西部開拓時代の名残が色濃く残る近代アメリカとメキシコを舞台にしたオープンワールド型アクションアドベンチャーゲーム。レッド・デッドシリーズ第2作目。頭文字を取って『RDR』と略される。北米では2010年5月18日に発売され、日本では同年10月7日に発売された。また、2012年1月19日には全てのダウンロードコンテンツを収録した『レッド・デッド・リデンプション コンプリートエディション』（英：RED DEAD REDEMPTION:Complete Edition）が発売された。
Xbox 360版は下位互換機能により、アンデッドナイトメア単体版含め後継機であるXbox Oneでもプレイが可能である。2018年4月11日にはXbox One X Enhancedに対応し、Xbox Oneの上位機種「Xbox One X」で高画質、高フレームレートでも遊べるようになった。ただし、ディスクリージョンによる言語規制が行われている。Xbox Oneの後継機であるXbox Series XもXbox One X Enhancedに対応しているため同様に遊べるようになっている。
2023年8月17日、PlayStation 4とNintendo Switchの2機種向けのバージョンが発売された。移植担当はDouble Eleven Studios。今回の移植ではゾンビテーマのエクスパンションである『アンデッド・ナイトメア』も同梱される。PlayStation 4版は後方互換を利用することで、PlayStation 5でもプレイが可能である。

## ゲームシステム
オープンワールド型のTPSであり、メインミッションを順番通りに解決していくことでストーリーを進めていく。
同社の『グランド・セフト・オート』シリーズをほぼ踏襲した形式となっている。
その他に任意に受けることの出来るストレンジャーミッションや、野生動物の狩り、ポーカー（テキサス・ホールデム）やブラックジャック、ライアーズ・ダイス、フィンガーフィレット、蹄鉄投げ等のギャンブル、賞金首の捕獲、マップ上にランダム生成されるNPCと遭遇することで発生するワールドイベント（NPCを街に送り届ける、逃げた囚人を捕まえる、決闘等）があり、当時の生活を疑似体験できるような要素が盛り込まれている。
『レッド・デッド・リボルバー』より「デッドアイ」システムが採用されており、ゲージを消費して戦闘中にデッドアイを発動させることで一時スローモーションとなり、多数の敵を同時に早撃ちで銃撃する、人質が吊るされているロープを撃ちぬいたりするなどが可能になる。
オンラインプレイにも対応しており、最大16人同時プレイも可能。オンラインモードは「放浪モード」と呼ばれるロビーに当たるモードが存在し、オンラインに参加したプレイヤーは自動的にこの放浪モードに入る。放浪モードではシングルプレイと同じマップ上に多数のプレイヤーが同時に存在する。この放浪モードから他プレイヤーを勧誘して対人戦モードやチーム戦モードなどの別モードに移動することができる。放浪モード上でも他プレイヤーとの交戦や対NPC戦などは可能である。オンライン上のプレイヤーにはレベルが存在し、レベルアップを重ねていくことで使用可能な武器、乗り物、キャラクターが増える。

## メインストーリー
連邦捜査官（BOI）に家族の幸せを脅かされた、元義賊の主人公ジョン・マーストンは、幸せを取り戻すために再び拳銃を手にし、かつて友と呼んだギャング達を追う。
彼は己の体に染み付いた血染めの過去と決別するため、過酷な闘いの中、一人、また一人と葬っていく。

## 登場キャラクター

### マーストン牧場
ジョン・マーストン (John Marston)
本作の主人公である元ギャングの男。1873年生まれ。ゲーム本編開始時（1911年）は38歳。孤児で、施設育ち。皮肉屋で、基本的に情に厚い性格をしているが、進んで人助けをすることはなく、余程の事が無い限りは自分に見返りの無い仕事を引き受ける事は無い。また、銃の腕前はかなりの物で、馬の扱いにも長けるが、カナヅチである為に水に入ると即死してしまう。現在は犯罪から手を引き牧場を営んでいたが、ある時に政府によって妻子を人質に取られ、かつての仲間達を始末していく事となる。その後はアメリカとメキシコを奔走した末に妻子を取り戻すことに成功し、平穏な生活を歩んでいくかと思われたが、過去を清算することは叶わずにその力を危険視したアメリカ当局により牧場に大兵力を投入されてしまい、それでも一度は軍を退ける。その後、妻子に追手が及ぶことを防ぐために一人で牧場に残ることを決意し、妻子を逃した後は最後の戦いを挑むが、直後に一斉射撃を受けて死亡した。
アンデッド・ナイトメアでは家族を救うために奔走し、結果として家族を元に戻す事に成功するが、セスが再び古代の仮面を持ち出したことで死後は人間の心を持ったゾンビとして復活する。
アビゲイル・マーストン（Abigail Marston)
ジョンの妻で、元娼婦。1877年生まれ。男勝りで、強気な性格で、料理の腕はイマイチである。ジョンがギャング時代の頃に知り合って結婚した。ジョンの死から3年後に後を追うようにして他界する。
アンデッド・ナイトメアではゾンビとなったおじさんに襲われ、自らもゾンビとなってしまう。
ジャック・マーストン（Jack Marston)
ジョンの息子。15歳。ジョンがギャングに属していた頃に生まれており、ビル・ウィリアムソンやダッチ・ファン・デル・リンデとも家族同然だったと言う。また、読書を嗜むなどの文学好きだが、ジョンに認められるためなら一人でグリズリーを狩りに行くなどの無鉄砲な一面もある。家族と共に幸せな牧場生活を営んでいくと思われたが、直後にロス率いる米軍の襲撃によりおじさんとジョンを失い、結果として全て破綻してしまう。3年後は母の死を看取ると父の死に報いるために元同僚や家族からロスの情報を聞き出して遂に対峙し、互いの正義をぶつけ合った末の決闘に勝利して復讐を果たす。
アンデッド・ナイトメアではゾンビとなったアビゲイルに噛まれ、自身もゾンビとなる。
おじさん(Uncle)
マーストン家に居候している老人。おじさんとは言うが、マーストン家との血縁関係はなく、本名は最後まで明かされなかった。終盤でジョンを抹殺にきたロス及び米軍に戦いを挑むも撃たれて致命傷を負い、最後はジョンとジャックにここから逃げるように言い残して息絶える。
アンデッド・ナイトメアでは既にゾンビ化した姿で登場し、アビゲイルとジャックに襲いかかった後にジョンに射殺される。

### マクファーレン牧場
ボニー・マクファーレン (Bonnie MacFarlane)
マクファーレン牧場の娘。29歳。行動的且つ実務的で、マクファーレン家の柱として牧場を切り盛りしており、また自身も馬を自在に乗りこなしているが、反面では子供の頃に家庭教師から学問の指導を受けており、それ故に聡明且つ非常に知的な話し方をする。また、六人の男の兄弟が居たが、そのうちの五人は既に全員死亡しており、残る一人は牧場での生活を捨ててニューヨークで銀行に勤務している。僻地の牧場経営ということもあって良縁に恵まれなかったが、後に瀕死の状態だったジョンを助けて介抱したことで次第にジョンに惹かれていく。その後はボラード・ギャングに馬屋を放火されたり、誘拐されて吊るし首にされかけるが、いずれもジョンに救われた。後にジョンが牧場を再開したら牛を売るという約束をし、後にジャックと共に来た彼に牛を譲る。ボラード・ギャングに誘拐された後にそのことが新聞に掲載されて年齢が29歳であったことが分かり、更にはジャック編で結婚したことが判明する。
アンデッド・ナイトメアでは銃を手に戦っており、辛うじて生き残っていたが、代わりに父親であるドリューを失ってしまう。
ドリュー・マクファーレン（Drew MacFarlane）
マクファーレン牧場の主で、ボニーの父。かつては苦労をたくさん味わっており、インディアンとの戦いや伝染病で家族を失っていた。当初は政府の使いであるジョンを懐疑の目で見ていたが、ボニーを救われたことによって一人の男として認めていく。
アンデッド・ナイトメアではゾンビを納屋に閉じ込めようとしてそのまま戻らず、ジョンが牧場を訪れた時には既にゾンビとなっており、結局は彼によって射殺された。
エイモス（Amos）
マクファーレン牧場で働いている男性で、ボニーとジョンの友人。

### 保安官
リー・ジョンソン (Marshal Leigh Johnson)
アルマジロ周辺を管轄する連邦保安官で、二丁拳銃（アキンボ）の達人。ジョンに仕事を依頼し、いくつかのミッションで共闘しながらギャングと戦っていくことになるが、後にフォート・マーサー襲撃においてはジョンを前線で支援したことで手柄を立てて表彰される。その後、アルマジロで偉大な保安官として勇退した。
アンデッド・ナイトメアでは若干精神に異常をきたしており、囚人をゾンビと同じ檻に閉じ込めて襲わせるが、ジョンがやって来ると両方とも即座に射殺した。
ジョナ (jonah)
ジョンソンの部下。皮肉屋で、唾を吐く癖がある。ジョンソンと共にジョンに協力する。
アンデッド・ナイトメアではゾンビとなってイーライと共食いをするが、ジョンに射殺された。
イーライ (Eri)
ジョンソンの部下。太めな体型で、変人扱いされているディケンズを肯定的に見ている。ジョンソンと共にジョンに協力する。
アンデッド・ナイトメアではゾンビとなってジョナと共食いをするが、ジョンに射殺された。

### 商人ディケンズとその親友達
ナイジェル・ウェスト・ディケンズ（Nigel West Dickens）
馬車で各地を旅する商人。商人らしく饒舌で、したたかな面を持つ。また、自製の薬品「WestDickensElixir」を万能薬と謳い売って回っているが、その効果は定かではない。度々ジョンを商売に利用するが、最終的にはジョンをフォート・マーサーへ潜入するための手助けを行った。その後は逮捕されてブラックウォーターに移送されるが、その際に偶然ジョンと再会し、彼に前述の事を説明されたロス捜査官の声により釈放される。
アンデッド・ナイトメアでは相変わらずに詐欺まがいの行商を行う一方で、ジョンに様々な道具や情報を提供する。また、ゾンビが大量発生したのは自身が作った薬が原因ではないかと疑われた。
セス・ブライア（Seth Briars）
ディケンズの旧友で生者よりも死者を好む変人。趣味は墓荒らしでトレジャーハンターとして長年探している宝のために全てを失ったと語っている。ビル・ウィリアムソンから仕事を頼まれることがあるという点を利用してフォート・マーサーへの潜入計画の一端を担った。
アンデッド・ナイトメアでも変人ぶりに拍車がかかり、何故か間近にいてもゾンビに襲われず蘇った死者達とカードゲームをしたりダンスを踊ったりなど作中で唯一この異常現象を満喫している。一時はディケンズと同様にゾンビの大量発生の原因ではないかと疑われたが、最終的には仮面を再び持ち出したシーンが確認できる。
アイリッシュ（Irish）
ディケンズの旧友。本名は不明で、アイリッシュという名はアイルランド人そのものを指す。アルコール依存症の気があり、常に酒気を帯びているが、近辺の武器事情に詳しい。フォート・マーサー襲撃の際にはディケンズの馬車に機関銃を装備させた。また、新聞記事中にシーブス港のトイレで暴発した弾丸によって死亡したアイルランド人の事が書かれており、アイリッシュではないかと考えられる。

### メキシコ
ランドン・リケッツ（Landon Ricketts）
伝説のガンマン。メキシコに渡ったジョンと最初に出会う。
アンデッド・ナイトメアでは引き続きメキシコに留まっているが、場合によっては殺害することも可能である。また、本作ではゾンビ化する描写は無いが、オンラインモードのユニークキャラクターとして「ゾンビ・リケッツ」が登場する。
アジェンデ大佐（Colonel Allende）
メキシコ軍の大佐で、ヌエーヴォ・パライソの州知事。エスカレラの知事公邸に住んでおり、革命軍との戦争で多数の略奪や虐殺を行っているが、軍以外のメキシコ人からの評判は非常に悪い。メキシコ編最後のミッション“約束されし時”でアブラハム・レイエス率いるメキシコ革命軍がエスカレラで蜂起し、逃亡出来ずに追い詰められたことでビル・ウィリアムソンを人質に差し出して助命を乞うが、ジョン（ジョンが殺害しない場合はアブラハム・レイエス）に殺害される。
デ・サンタ大尉（Captain De Santa）
メキシコ陸軍の大尉で、アジェンデ大佐の忠実な部下。34歳。革命軍や民衆に対する略奪や虐殺に加担しており、アジェンデには忠実に従っている。情報を得るために軍を訪ねたジョンを歓迎し、後にレイエスと関わっている事を知ると掌を返したようにジョンを窮地に陥れるが、最終的にはジョン（ジョンが殺害しない場合は反乱軍）に射殺された。
アンデッド・ナイトメアは死後に物語が始まるために埋葬された墓からゾンビとして這い出してくる。
エスピノーザ大尉（Captain Espinoza）
メキシコ陸軍の大尉。ジョンを罠に嵌めて殺害しようとするが、最後はアブラハム達に助けられたジョンによって殺された。
アブラハム・レイエス（Abraham Reyes）
メキシコ革命軍のリーダーで、元貴族。それなりの教養を持っており、ヨーロッパへの留学経験もある。また、指導者らしくカリスマ性はあるものの、女癖が悪く、今まで寝たほとんどの女性の名前を覚えていない。エル・プレシディオに捕らえられていたが、後にジョンに救出されて彼と行動を共にするようになる。その後はアジェンデを殺害し、エスカレラ制圧後は勢いそのままに首都メキシコシティを攻めて革命を成功させるが、結局はアジェンデ達と同じ独裁者の道を歩むようになる。
アンデッド・ナイトメアでは全ての元凶である仮面を遺跡から持ち出しており、当人もゾンビとなっていたが、結局はジョンに射殺された。
ルイーサ・フォーチュナ（Luisa Fortuna）
メキシコ人の教師で、革命軍の協力者。19歳。リーダーのレイエスと付き合っており、それ故に結婚同然の関係だと語っている。エスカレラでの最終決戦時に軍に捕まったレイエスを救うためにナイフ一本で特攻するが、敢え無く射殺される。
アンドレアス・ミュラー（Andreas Müller）
銀鉱山で働く労働者。ジョンとポーカーをしていた際に一方的にカードを盗み見たと言いがかりを付けるが、最後はジョンとの決闘の末に死亡した。

### ブラックウォーター
エドガー・ロス (Agent Edgar Ross)
連邦捜査官で、冷酷な現実主義者（同僚曰く「恐ろしく有能で、頼りになる男」とのことである）。ジョンに犯罪者の摘発を手伝うように依頼し、仕事をさせた後は約束通り妻子を返したが、後に彼を「滅ぼされるべき敵」と認識した上で大軍を率いて牧場を襲撃し、ジョンを抹殺する。その後は退職してドン・フリオ湖畔の小屋で家族と共に暮らしていたところを狩りの最中に復讐に燃えるジャックと遭遇し、最後までジョンの死を自業自得扱いした挙句にジャックを鼻であしらうが、遂には彼との決闘の末に死亡する。基本的に汚れ仕事はジョンに任せてばかりいたが、時には自身が前線に立って戦闘に加わることもあったことから、ガンマンとしての能力や根性を持ち合わせていたことがうかがえる。
アンデッド・ナイトメアには登場せず、その際に何をしていたのかは不明である。しかし、最終的にジョンがゾンビとして墓から蘇ったことを踏まえると、本編と同様にゾンビ事件の収束後にジョンを抹殺したものと思われる。
アーチャー・フォーダム(Archer Fordham)
連邦捜査官で、ロスの部下である運転手。ロスと共に行動しており、また自動車や装甲車などを運転している。基本的にロスと同じ思想だが、ジョンと協力するミッションなどでは時たまジョンに共感した発言をしたり、ダッチの始末を終えた時には労いの言葉を掛けていた。このことから、ロスに比べ素直な性格であったことがうかがえる。また、余談ではあるが、フォーダム自身はジョンの抹殺に加わっていない。しかし、フォーダムによく似た背格好の別人がジョンの殺害に居合わせていたため、彼もジョンを殺した張本人の1人だと誤解されがちである。
ハロルド・マクドゥーガル教授（Professor Harold MacDougal）
イェール出身の人類学者で、差別至上主義の考えを持つ薬物中毒者。先住民との問題を解決することに奮闘しており、それ故に血液を調べたりと色々な研究を行っている。ダッチ達に殺害されそうになるが、ジョンに助けられてイェールに帰還することとなる。数年後はイェールから追放された反動で発狂して「野人」化してしまう。
アンデッド・ナイトメアでは物語冒頭にてジョンと再会するが、直後に既にゾンビ化していたナスタスに襲われて同じくゾンビ化してしまう。
ナスタス(Nastas)
インディアンの情報屋で、武闘派との仲介役。紳士的だが、マクドゥーガルの言動や移民の強引な森林開拓を快くは思っていない。武闘派との交渉のもつれから同じインディアンに頭を撃ち抜かれて死亡する。
アンデッド・ナイトメアでは既にゾンビ化した姿で登場する。

### ファン・デル・リンデ団
"ダッチ"ファン・デル・リンデ（"Dutch" Van Der Linde）
ジョンが過去に所属していたギャング団の首領で、彼の育ての親とも言える存在。嘗ては全てのメンバーから尊敬されるなどのそれなりの思想があったようだが、次第に時代との軋轢から疲弊して団は崩壊していったことがジョンの口から語られている。アメリカで先住民を率いて州と抗争しており、後にジョンにアジトを襲撃されて崖際まで追い詰められるが、たとえ自身を殺しても過去は清算出来ないことや、自分達の時代は終わったことを語りながら全てを諦めるという決心をし、最後は崖から飛び降りて自殺した。
ビル・ウィリアムソン（Bill Williamson）
無法者で、ジョンが過去に所属していたギャング団の仲間。粗暴且つ乱暴で、首領になる器ではなくダッチが精神的に壊れた時にショックを受けておかしくなったとジョンの口から語られている。物語でジョンが政府からの依頼及び派遣のきっかけを作り、ギャング団が崩壊してからは数年後にフォートマーサーにある砦を占拠し、近辺の村などを焼き討ちにしたり、ボニーを人質にするなどの手段を選ばない凶悪なギャング団をまとめて首領になっているが、後にアジェンデと共にジョン（ジョンが殺害しない場合はアブラハム・レイエス）に殺害された。
ハビエル（ハビア）・エスクエラ(Javier Escuela)
ビル・ウィリアムソンと同様にジョンがギャング時代だった頃の仲間で、メキシコ出身の人間である革命家。アメリカに渡った後は賞金稼ぎになり、ダッチのギャング団に所属した。数年後はメキシコに戻っており、ビルの逃亡の手助けをしたが、後にプレイヤーの選択によっては殺害される。
ノーマン・ディーク（Norman Deek）
ウィリアムソン一味のナンバー2。既に逮捕されていたが、仲間達が攫ったボニーを返す代わりに自身を釈放するという取引をジョン達に持ちかけたことで釈放されてタンブルウィードへと連れて行かれる。その後、仲間達と対面するが、直後に裏切りに遭って射殺される。

### その他
ナザニアル・ジョンストン（Nathanial Johnston, M.D）
アルマジロの開業医。ビルに撃たれたジョンから弾を抜いた。
ウォルトン・ロウ（Walton Lowe）
ウォルトンギャング団を率いている男性。ジョンソン捜査官とジョンによって逮捕される。
黒服の男(名称不明)
出会いミッション「お見通し」に登場するなぜかジョンの素姓に詳しい黒尽くめの男（恐らく死神か悪魔の類と思われる）。マップ上の各地で出会い、最後にはジョンの墓になる場所の上で出会うが、その際に彼の銃撃を物ともせずに何処かへと消えてしまう。
ビリー・ウェスト（Billy West）
出会いミッション「愛しき人に花束を」に登場する老人。妻であるアナベルに花束を贈るためにジョンに花を摘んでくるように頼む。
アルマ・ホルリック（Alma Horlick）
出会いミッション「人は離してはならない」に登場するウェディングドレスを着た老婆。今日は結婚式だから相手を連れて来いとジョンに頼むが、既に相手は故人となっており、彼女自身も出会いミッションの直後に死亡した。
アンデッド・ナイトメアではゾンビとして登場する。
ピーター・ターナー（Peter Turner）
アルマの結婚相手の男性。既に他界しており、墓石には「1894年1月15日に脳挫傷で死亡」とある。
アンデッド・ナイトメアではゾンビとして登場する。
ジェニー（Jenny）
オープニングムービーや出会いミッション「ジェニーの信心」に登場する宣教師の女性。病気により荒野に倒れ込んで咳き込みながらも信念で山を動かそうとしているという幻覚を見ているが、ジョンが親切心から街へ戻ろうと説得しても聞き入れずに荒野に留まる。
サム・オデッサ（Sam Odessa）
出会いミッション「カリフォルニア」に登場するカリフォルニアを目指して旅を続けている東欧の男性。会うごとに衰弱し、最終的には死亡してしまう。
アンドリュー・マカリスター（Andrew MacAllister）
出会いミッション「水と誠実さ」に登場する男性。ダウジングにより地下水脈を探しており、ある人が牧場を開きたいから土地の権利書を取ってきてくれとジョンに依頼する。
クライド・エバンズ（Clyde Evans）
出会いミッション「水と誠実さ」に登場する老人。土地の権利書を所持しており、200ドル払うか、力ずくで入手することになる。
グレース・アンダーソン（Grace Anderson）
出会いミッション「アメリカ人の食欲」に登場する女性。息子が行方不明なので捜索するようにとジョンに依頼する。
ランダール・フォレスター（Randall Forrester）
出会いミッション「アメリカ人の食欲」に登場する食人鬼の男性で、グレースの息子等の失踪事件の犯人。荒野でけがをしているふりをしては人を襲っていたようであるが、プレイヤーの選択によっては殺害される。
ジミー・セイント（Jimmy Saint）
出会いミッション「おかしな奴」に登場する雑誌の記者をしている男性。東部から西部の取材に来ており、西部で散々な目に遭ったことでマンハッタンに帰ることを決意するが、後に死亡した。
アンデッド・ナイトメアではゾンビとして登場する。
ジェブ・ブランケンシップ（Jeb Blankenship）
出会いミッション「蓼食う虫も好きずき」に登場する男性。ギャングにダーリン・ルーシーを攫われたために連れ帰ってほしいとジョンに依頼する。その後、新聞にその馬のルーシーとラスケラー・フォークでひっそりと略式結婚式を挙げたことが判明する（また、式に友人家族等は出席しなかった）。
D.S. マッケナ（D.S. MacKenna）
出会いミッション「映画に賭ける男」に登場する男性。映画監督を目指しており、ジョンに映画製作の準備をさせる。
アンデッド・ナイトメアにも登場し、映画撮影に利用しようとジョンにゾンビを捕まえてくるよう依頼するが、捕まえてきたゾンビに襲われて自らもまたゾンビと化す。
チャールズ・キニア（Charles Kinnear）
出会いミッション「ダイダロスと息子」に登場する男性。ハンググライダーのようなものを制作しており、ジョンに制作に必要な素材の調達を依頼するが、最後は飛ぶのに失敗したことで崖から落下して死亡する。
エヴァ・コルテス（Eva Cortes）
出会いミッション「エヴァの危機」に登場するメキシコで出会った売春婦の女性。男に殴られているところをジョンに助けられ、直後に修道女になると告げて別れる。その後は修道院にいたが、最後はしつこくやって来た男に殺害される。
ユーリア・トレッツ（Uriah Tollets）
出会いミッション「虚言」に登場する男性。ジョンに荷物を人に渡すように依頼する。
シュウ（Zhou）
出会いミッション「愛は鎮静剤」に登場する中国系の男性。ジョンに白馬を連れてくるように依頼する。
バシリオ・アギーレ・オルモス・デ・ラ・ヴァルガス（Basilio Aguirre Olmos De La Vargas）
出会いミッション「アステカの金貨」に登場する商人の男性。アステカの金貨を探しており、ジョンに捜索を手伝わせる。
クララ・ラグエルタ（Clara LaGuerta）
出会いミッション「軽んじられた女」に登場する妊婦。
アブナー・フォーサイス（Abner Forsyth）
出会いミッション「禁酒法支持者」に登場する酒場の外で聖書を片手に禁酒を勧める男性。プレイヤーの選択によっては死亡する。
オリバー・フィリップス（Oliver Philips）
出会いミッション「禁酒法支持者」に登場する飲み屋のオーナーの男性。ジョンにアブナーの暗殺を依頼し、依頼通りに暗殺すると酒代を割り引くが、忠告して街から追い出すと報復として酒代を倍にする。
恐喝屋（Blackmailer）
出会いミッション「アメリカ人のロビイスト」に登場する男性。ジョンに知事の政敵の恐喝を依頼し、政敵の脅迫写真を渡す。

## エリア

### アメリカ

#### ニュー・オースティン
サボテンや廃墟が散在する西部の荒野というイメージの地域。主人公が最初に訪れる地域である。モデルはテキサス州。

##### ヘニガンズ・ステッド
ニュー・オースティンの東側の丘陵地帯。ウェスト・エリザベスにほど近い為極北部には積雪も見られる。
マクファーレン牧場
マクファーレン父娘が経営する牧場で、鉄道駅、雑貨屋、電信局などがある。
シーヴス港
ニュー・オースティン最東端にある港町で、ガンスミスの店や仕立屋等が存在する。シーヴス(泥棒)港という名前だけあってか殺人などを犯しても指名手配されることは無い。
マンテカ滝
フラットアイアン湖からの水が勢い良く流れ落ちる大きな滝。ここから国境を隔てるサン・ルイス河を経て最終的にコロナド海へと至る。

##### チョヤ・スプリングス
ニュー・オースティンの中央に位置する地域。
アルマジロ
チョヤ・スプリングス中央に位置する小さな町（ただし、町らしい町が殆ど無いニュー・オースティンにおいては町としては最大の規模である）。保安官事務所、酒場、鉄道駅、ガンショップ、雑貨屋がある。名前の由来はアルマジロから。
リッジウッド農場
小さな農場で、いくつかのミッションで訪れることになる。セーブポイントがある。
双子岩
その名の通り、同じような岩が二つ並んだ土地。岩の間にギャング団に占拠された農場がある。アンデッド・ナイトメアでは村扱いとなっており、住民がゾンビから身を守るため立て篭もっている。
ドン・フリオ湖
全体マップの中央付近に位置する湖。

##### リオ・ブラボー
ニュー・オースティンの南部に位置し、すぐ南をサン・ルイス河が流れている。
フォート・マーサー
南北戦争時に建てられた頑強な壁に囲まれた要塞。ビル・ウィリアムソンのギャング団の根城となっている。
プレインビュー
高い採掘塔がいくつも建っている油田。労働者たちの寝泊まりするテントも散見される。
ベネディクト・ポイント
メキシコに渡る列車が出る駅。電信局があるが、他に目立った施設はない。

##### ギャップトゥース・リッジ
ニュー・オースティン西部の地域。
ラスケラー・フォーク
北西部の山中にある小さな村。
タンブルウィード
かつては栄えていた街のようだが鉄道が通らなかったため今はゴーストタウンと化しており、ならず者がたむろしている姿が目撃されることもある。名前の由来はタンブルウィード。
ギャップトゥース・ブリーチ
ギャップトゥース・リッジの西側にある鉱山。アンデッド・ナイトメアでは村扱いとなっている。

#### ウェスト・エリザベス
山や大平原が広がり、東端にはフラットアイアン湖という大きな湖もある自然豊かな地域。物語後半にて訪れることができるようになる。モデルはオクラホマ州。

##### グレート・プレーンズ
広大な平野であり、バッファローやクーガー等の多数の野生動物が生息する。
ブラックウォーター
マップ内では大きな都市で他の地区と比べて近代化がされている。街には警察署、銀行、鉄道駅、雑貨屋、宿泊施設がある。
ビーチャーズ・ホープ
ウェスト・エリザベスの中央付近にあるジョン・マーストンの農場。

##### トール・ツリーズ
ウェスト・エリザベス北西部の山岳地帯。奥地には雪が積もっており、ビーバーやエルク、そしてグリズリーが棲息している。
マンザニータ交易所
動物の毛皮や肉など、様々な物が取引されている交易所。
コチネイ
ダッチ・ファン・デル・リンデ率いる先住民族を中心とした武装集団が居を構える要塞。雪山の奥地に存在する。アンデッド・ナイトメアでは村扱いとなっている。
パシフィックユニオン鉄道会社
ウェスト・エリザベス一帯を走るパシフィックユニオン鉄道の社屋。アンデッド・ナイトメアでは村扱いとなっている。

### メキシコ

#### ヌエーヴォ・パライソ
西側にはニュー・オースティンよりさらに荒廃した砂漠や、東側にはメサやビュートが点在する地域。生息する野生動物も微妙に異なる。物語中盤より訪れることができる。ヌエーヴォ・パライソ (Nuevo Paraiso) とはスペイン語で「新たなる楽園」の意。モデルはチワワ州。

##### ペルディード
メキシコに渡って最初に降り立つ地域。ヌエーヴォ・パライソの中央に位置する。
チュパロサ
メキシコに渡って最初に到着する街。ひと通りの施設が揃っており、メキシコのミッションの起点となる町。チュパロサ (Chuparosa) とは「ハチドリ」の意。
ラス・ヘルマナス
とても大きな修道院。近くには鉄道駅も併設されている。アンデッド・ナイトメアでは村扱いとなっている。
アガヴェ・ビエホ
ラス・ヘルマナスの北東に位置する農場。レイエス達率いる革命軍の拠点となっていた。アガヴェ・ビエホ (Agave Viejo) とは「古いリュウゼツラン」の意。アンデッド・ナイトメアでは村扱いとなっている。
テソロ・アズル
プンタ・オルグッジョの東にあるゴーストタウン。反政府勢力が居を構えていたがメキシコ軍によって焼き払われる。アンデッド・ナイトメアでは村扱いとなっている。テソロアズル (Tesoro Azul) とは「青い宝」の意
オホ・デル・ディアブロ
チュパロサの南にある大きな天然橋。オホ・デル・ディアブロ (Ojo del Diablo)と は「悪魔の眼」の意。

##### プンタ・オルグッジョ
ヌエーヴォ・パライソの西側にある地域。
エスカレラ
ヌエーヴォ・パライソ州の支配者アジェンデ大佐が本拠地を構えている街。メキシコ側の町の中では最も規模が大きい。エスカレラ (Escalera) とは「階段」の意。
ノサリーダ
コロナド海に面した小さな港町。ここにも反政府勢力が立て篭もっている。

##### ディエス・コロナス
メサやビュートが所々に存在し独特の景観を持つ。ディエス・コロナス (Diez Cronas) とは「10個の冠」という意。
エル・プレシディオ
メサの上に聳え立つ要塞。ここにアブラハム・レイエスが捕まっていた。エル・プレシディオ (El Presidio) とは「牢獄」の意。
カサ・マドルガーダ
メサの麓にある小さな村。宿屋や酒場の他に鉄道駅も存在する。カサ・マドルガーダ (Casa Madrugada) とは「朝日の当たる家」の意。
エル・マタデロ
ディエス・コロナス東部にある村。エル・マタデロ (El Matadero) とは「屠殺場」の意。
トルケマダ
ヌエーヴォ・パライソの東端付近にある山の上に築かれた砦。アンデッド・ナイトメアでは村扱いとなっている。トルケマダ (Torquemada) はトマス・デ・トルケマダから

## 登場する乗物

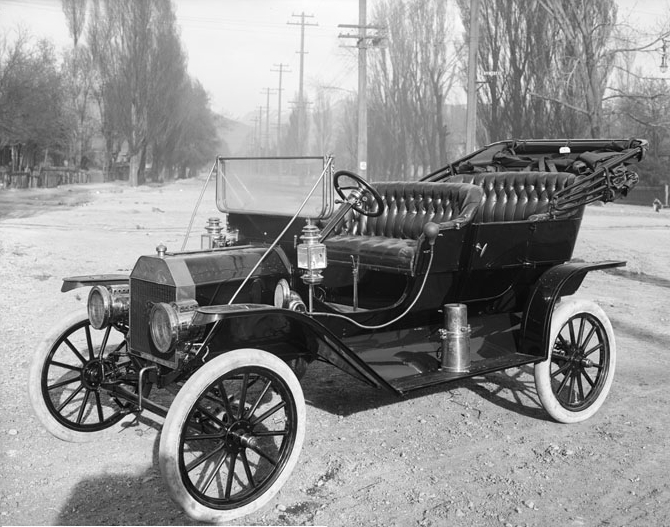
1910年式モデルT・ツーリング

- 馬車 - 荷物や人を運ぶ以外にも、タクシーとして利用できる。
- フォード・モデルT - 自動車。ストーリー最初のムービーで陸揚げされる以外にも連邦捜査官が使用しておりミッションでも乗ることになる。
- Darracq Perfecta - 装甲車で機関銃が付いている。連邦捜査官のミッションで乗ることになる。爆発物にはあまり強くない。

## 追加DLC一覧
- Outlaws to the End Co-Op Mission Pack（2010年6月22日配信 無料）
- Legends and Killers Pack（8月10日配信 有料 : 800MSP/9.99ドル）
- Liars & Cheats Pack（9月21日配信 有料 : 800MSP/9.99ドル）- 当初無料DLC予定だった「Free Roam Pack」の内容も含まれた
- Hunting and Trading Outfits Pack（10月21日配信 無料）
- Undead Nightmare Pack（10月26日配信 有料 : 800MSP/9.99ドル）

## 他機種版
マイクロソフトは、2018年4月11日に行われたストリーミング番組Inside Xboxにて、『レッド・デッド・リデンプション』のXbox One X Enhanced対応を発表した。
Xbox One X EnhancedはXbox One Xの最新機能を使って大幅なビジュアル改善等を実施した機能で、ハードを持つユーザーは既存のXbox 360版ゲームディスク、ダウンロード版のパッケージを持っていれば追加投資無しに4K、HDRに対応したビジュアル強化されたゲームを楽しむことが出来るようになった。特にこの作品のアップコンバートは相当な部類に入り、オンラインモードであってもすべての解像度が4K相当かつ60Hzに完全拡張されることから、2023年のリマスター版の収録を逃れることになった。

## 日本版
前作『レッド・デッド・リボルバー』日本版はカプコンから発売されたが、本作の日本語版はロックスターの親会社であるテイクツーから発売された。
セリフは英語音声で、日本語字幕が表示される。また、前作は「CERO:C 15才以上対象」指定だったが、本作は「CERO:Z 18才以上のみ対象」指定となった。
テイクツーは海外版とほぼ同様の内容で、英語版の雰囲気を損なわないようにローカライズすると発表した。
日本語版 追加パック。
- 「アウトロー・トゥ・ジ・エンド協力ミッションパック」（2010年10月21日配信 無料）[9]。
- 「アンデッド・ナイトメアパック」（2011年2月10日 パッケージ版3,990円、7月8日 ダウンロード配信3,800円）[10]。

## 開発

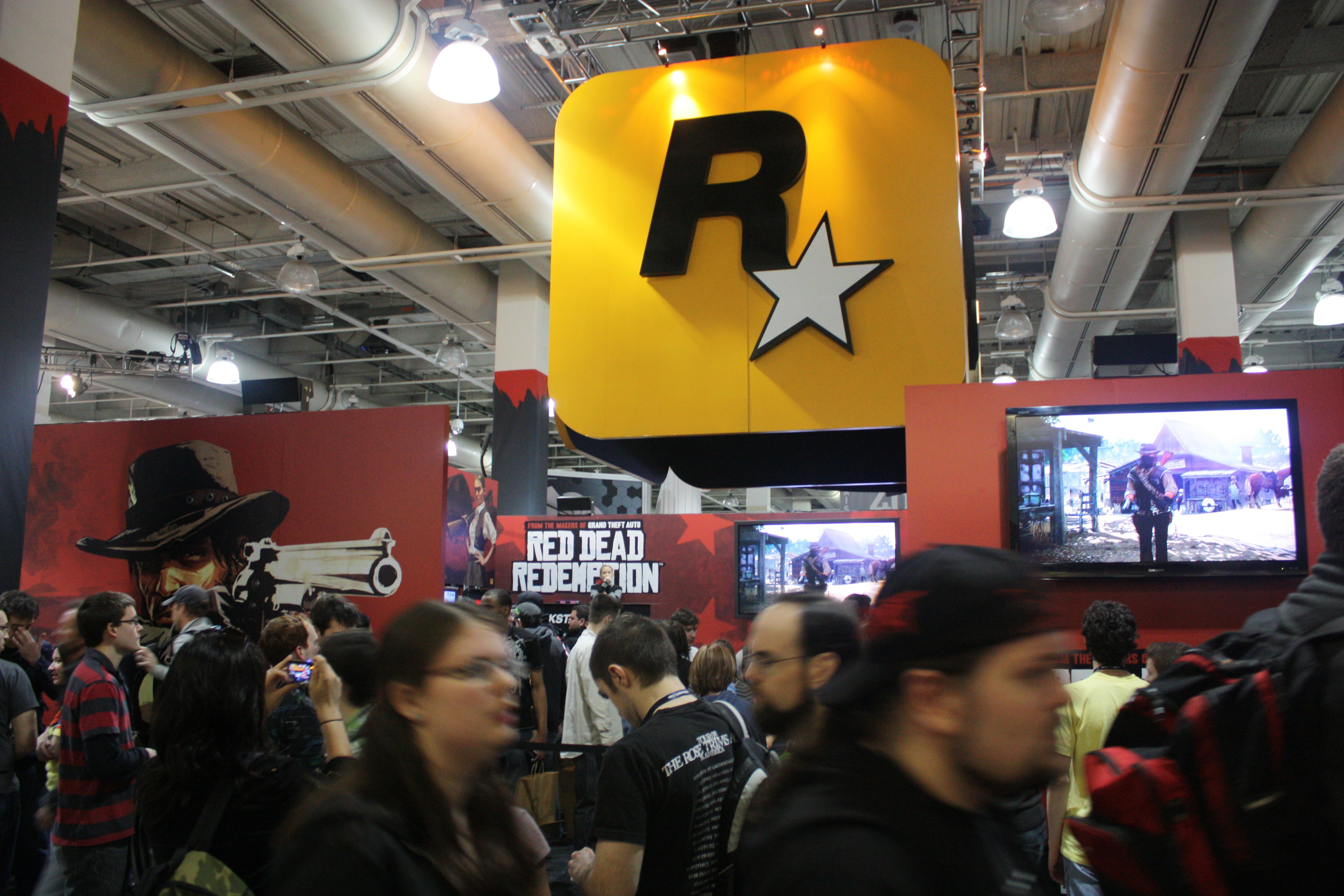
2010年のPAX Eastに展示された『レッド・デッド・リデンプション』。

元々このゲームはプラットフォームを Xbox 360 に合わせて開発されていたが、2005年の5月に行われたE3ショーにてロックスター・ゲームスがPlayStation 3への参入を発表し、開発中のタイトルの中に西部劇を舞台にしたゲームムービーを発表した。IGN はこれを『レッド・デッド・リボルバー2 (仮)』ではないかと推測して紹介した。ロックスターはこれを『オールド・ウェスト・プロジェクト』 (Old West Project) としており、正式タイトルは未定とコメントした。
2009年2月、ロックスターは正式タイトルを『レッド・デッド・リデンプション』として発表した。当初は2009年秋発売予定とされていた。その後、発売が延期され、最終的には2010年5月に発売された。
世界設定に関してはガンアクションゲーム『レッド・デッド・リボルバー』と同じだが、開発陣は思い切った進化が必要との判断から、ゲームシステムは同社の『グランド・セフト・オート』のようにオープンワールド内で自由に行動できるというものに変更されている。
ゲームエンジンには『グランド・セフト・オートV』にも使われたロックスター・アドバンスド・ゲーム・エンジン（略称：RAGE）を使用しており、「西部劇版 GTA」と紹介されることもある。

## 売上
欧米では発売と同時にヒットし、当時は約500万本の売り上げを達成した。

## シリーズ作品
2018年10月26日より『グランド・セフト・オートV』と『レッド・デッド・リデンプション』のクリエイター陣によるレッド・デッドシリーズ続編の『レッド・デッド・リデンプション2』が発売された。
主人公はアーサー・モーガンと呼ばれる男性だが、今作の約11年前以上の1899年を舞台としているため、ジョン・マーストンや今作に登場するキャラクターもダッチギャングの一員だった頃のストーリーとなっている。
ほか外伝作品として『レッド・デッド・リデンプション・アンデッド・ナイトメア』がある。